# Fédération nationale des cheminots, travailleurs du transport, fonctionnaires et employés luxembourgeois
La Fédération nationale des cheminots, travailleurs du transport, fonctionnaires et employés luxembourgeois abrégé en FNCTTFEL (couramment surnommée en luxembourgeois : Landsverband) est une organisation syndicate luxembourgeoise.

## Historique
La FNCTTFEL est créée le 10 janvier 1909 en tant que syndicat de cheminots sous le nom Generalverband der Eisenbahner des Luxemburger Landes puis en Landesverband Luxemburger Eisenbahner l'année suivante ; il s'est ensuite étendu à l'ensemble de la fonction publique. 
Après la Seconde Guerre mondiale, le syndicat couvre les employés du transport routier à partir de 1955. Le syndicat prend son nom actuel en 1963.
Elle est membre de la Confédération générale du travail luxembourgeoise.
Depuis juillet 2020, la FNCTTFEL est le seizième syndicat professionnel à rejoindre la Confédération syndicale indépendante du Luxembourg (OGBL). La décision est intervenue lors d'un congrès en décembre dernier où une large majorité a adopté le rapprochement. 

### Liste des présidents
| Identité                           | Période | Période                                   | Durée  |
| Identité                           | Début   | Fin                                       | Durée  |
| ---------------------------------- | ------- | ----------------------------------------- | ------ |
| Joseph Junck (d) (1839 - 1922)     | 1909    | 27 juillet 1922 (mort en cours de mandat) | 13 ans |
| Aloyse Kayser (d) (1874 - 1926)    | 1922    | 6 mars 1926 (mort en cours de mandat)     | 4 ans  |
| Michel Hack (d) (1884 - 1944)      | 1926    | 11 mai 1944 (mort en cours de mandat)     | 18 ans |
| Maurice Leick (d) (1888 - 1981)    | 1944    | 1954                                      | 10 ans |
| Albert Bousser (1906 - 1995)       | 1954    | 1964                                      | 10 ans |
| Alphonse Hildgen (d) (1913 - 2000) | 1964    | 1976                                      | 12 ans |
| Jeannot Schneider (d)              | 1976    | 1985                                      | 9 ans  |
| Josy Konz (d)                      | 1985    | 1998                                      | 13 ans |
| Nico Wennmacher (d) (né en 1947)   | 1998    | 2009                                      | 11 ans |
| Guy Greivelding (d) (né en 1953)   | 2009    | 2017                                      | 8 ans  |
| Georges Merenz (d)                 | 2017    | En cours                                  | 8 ans  |

## Siège
La FNCTTFEL siège au Casino syndical à Bonnevoie.

## Publication
La FNCTTFEL édite une revue, nommée Le Signal.